# Enrique Guerrero Salom
Enrique Guerrero Salom (Carcaixent, 28 d'agost de 1948), és un polític i alt funcionari valencià.
Doctor en Ciències Polítiques per la Universitat Complutense de Madrid, amb posterioritat, i becat per la Comissió Fullbrigth, va cursar estudis de postgrau al Massachusetts Institute of Technology (M.I.T.) en 1974 i 1975. També va cursar estudis de postgrau sobre gestió universitària i cultural en la Strathclyde University d'Escòcia (1980). És Professor Titular del Departament de Ciència Política i de l'Administració de la Facultat de Ciències Polítiques i Sociologia de la Universitat Complutense de Madrid.
La seva trajectòria professional ha estat vinculada a l'Administració Pública espanyola. En 1973 va ingressar per oposició en el Cos Superior d'Administradors Civils de l'Estat. Va treballar en el Ministeri d'Educació i Ciència (1973-1981), ha estat conseller tècnic en l'en l'Institut Nacional d'Administració Pública (1981-1982); vocal assessor en el gabinet de Presidència del govern (1982-1987); secretari general tècnic en el Ministeri d'Educació i Ciència (1987-1988); director del gabinet del Ministeri d'Educació (1988-1991); sotssecretari d'Educació i Ciència (1991-1993); secretari general de Relacions amb les Corts (1993-1996) i director adjunt (2004-2008) del Gabinet de la Presidència del Govern de José Luis Rodríguez Zapatero i assessor executiu del ministre d'Economia, Pedro Solbes.
A més, ha estat representant en l'Oficina Internacional d'Educació de la Unesco (1985-1987) i vicepresident de l'Institut Cervantes (1991-1993). A més ha rebut la Gran Creu d'Honor de l'Orde del Mèrit Civil i la Gran Creu de l'Orde d'Alfons X el Savi.
A les eleccions al Parlament Europeu de 2009 fou elegit diputat del PSOE integrant del Grup de l'Aliança Progressista de Socialistes i Demòcrates al Parlament Europeu. Actualment, és membre en la Comissió d'Afers Constitucionals.

## Publicacions
És autor de diverses publicacions de Ciència Política i d'Educació. Entre elles:
- Una Pedagogía de la Libertad: La Institución Libre de Enseñanza. Madrid, Cuadernos para el diálogo, 1977.
- Universidad y sistema productivo. Real Sociedad Económica de Amigos del País. Valencia. 1981.
- Crisis y cambios en las relaciones Parlamento-Gobierno 1993-1996”. Tecnos, 2000.
- El Parlamento: Qué es. Cómo funciona. Qué hace. Síntesis, 2004.
- El control parlamentario del Gobierno, a Administraciones Públicas y Constitución. Reflexiones sobre el XX Aniversario de la Constitución Española. Ministerio de Administraciones Públicas, 1998.
- La actualidad del control parlamentario y algunos de sus problemas más relevantes, a Juan Luis Paniagua y Juan Carlos Monedero (eds): En torno a la democracia en España. Temas abiertos del sistema político español. Tecnos, 1999.
- 1989-1999. Una década de bloqueo para las reformas de las instituciones: el Reglamento del Congreso y la reforma del Senado. IV Congreso Español de Ciencia Política y de la Administración. 1999.
- La actividad del Congreso: una evaluación, a Antonia Martínez (ed): El Congreso de los Diputados en España: funciones y rendimiento. Tecnos, 2000.
- Apoyo(s) parlamentario(s) antes que gobierno(s) de coalición. El caso español. 1993-1996. 1996-2000. Revista Política y Sociedad. Vol. 40. Nº. 2. 2003.
- El bloqueo de las reformas políticas. Revista Claves. Nº. 133. Junio. 2003.
- Debates actuales y actualizados sobre la democracia. Cuadernos de Derecho Público. Nº. 18. Enero-abril de 2003.
- El Parlamento español en la VII Legislatura: una deriva negativa. Revista Circunstancia (Revista Electrónica de Ciencias Sociales del Instituto Universitario de Investigación Ortega y Gasset) Nº. 4. Mayo de 2004.
- Responsabilidad y control: rendición de cuentas del Gobierno, a Antonia Martinez (ed): Representación y calidad de la democracia en España. Tecnos 2006
- Las instituciones políticas: dinámica de funcionamiento y percepción, a Salustiano del Campo y José Félix Tezanos (Directors) España Siglo XXI). Biblioteca Nueva. Tomo 2. 2008.